# Takeshi Natori
Takeshi Natori (jap. 名取 武 Natori Takeshi) – japoński piłkarz, reprezentant kraju.

## Kariera reprezentacyjna
W reprezentacji Japonii zadebiutował 20 maja 1934 w meczu przeciwko reprezentacji Chin.

## Statystyki
| Reprezentacja Japonii | Reprezentacja Japonii | Reprezentacja Japonii |
| Rok                   | Mecze                 | Gole                  |
| --------------------- | --------------------- | --------------------- |
| 1934                  | 1                     | 1                     |
| Razem                 | 1                     | 1                     |